# NGC 842
NGC 842 je galaksija u zviježđu Kit.

## Vanjske poveznice
- SEDS: NGC 842